# Titeuf - Il film
Titeuf - Il film è un film d'animazione del 2011 diretto da Philippe Chappuis, basato sull'omonimo fumetto. Il film è uscito nelle sale italiane il 25 luglio 2013 con due anni di ritardo.

## Trama
La madre e il padre di Titeuf, decidono di prendersi "un po' di tempo" per riflettere e la madre va a stare dai nonni materni lasciando Titeuf solo con il padre, inoltre Nadia sta per celebrare il suo decimo compleanno ed ha invitato tutti, tranne lui. Pur di ricevere l'invito, lo stesso Titeuf ne combinerà di tutti i colori.

## Distribuzione
Il film è uscito nelle sale cinematografiche di Francia e Belgio il 6 aprile 2011 in 3-D. In Italia il film è distribuito da Cloud Movie ed è stato distribuito nelle sale il 25 luglio 2013. Il film è stato presentato in anteprima al Giffoni Film Festival il 22 luglio 2013.

## Incassi
Durante la prima settimana di programmazione, in Francia il film ha raggiunto la prima posizione del botteghino francese.
- Italia: 328076 $
- Francia: 13534815 $
- Belgio: 473487 $
- Serbia: 6850 $
- Totale: 13970489 $[4]